# Ký Châu
Ký Châu (chữ Hán giản thể: 冀州区) quận thuộc địa cấp thị Hành Thủy, tỉnh Hà Bắc, Cộng hòa Nhân dân Trung Hoa. Quận này có diện tích 918 ki-lô-mét vuông, dân số 370.000 người. Mã số bưu chính là 053200. Về mặt hành chính, quận Ký Châu được chia thành 4 trấn, 7 hương. Tổng cộng có 412 thôn.
- Trấn: Ký Châu, Mã Đầu Lý, Châu Thôn, Nam Ngọ Thôn.
- Hương: Tiểu Trại, Từ Gia Trang, Bắc Chương Hoài, Ngụy Gia Đồn, Tây Vương Trang, Môn Gia Trang, Quan Đạo Lý.